# Falso amor (reality)
Falso amor es un reality show español producido por Cuarzo Producciones y emitido en la plataforma Netflix desde el 6 de julio de 2023.

## Formato
En Falso amor 5 parejas pondrán a prueba su relación y la confianza que muestran él uno por el otro con 100.000€ en juego. Por primera vez en la historia de un reality se utilizará la tecnología deep fake que hará dudar todavía más a las parejas cuando vean el visionado de imágenes en la Sala Blanca.

## Equipo

### Presentadores
| Presentadora                                                | Temporada | Temporada |
| Presentadora                                                | 1ª        |           |
| Año                                                         | 2023      |           |
| ----------------------------------------------------------- | --------- | --------- |
| Raquel Sánchez Silva Presentadora de televisión y escritora |           |           |

## 1ª Temporada (2023)
- 8 capítulos

La edición fue estrenada el 6 de julio de 2023. Asimismo, el lugar donde los participantes estaban ubicados era República Dominicana, donde se encontraban separados en dos villas: Villa Marte y Villa Venus.

### Participantes

#### Parejas
| Pareja             | Edad    | Profesión                           | Tiempo juntos | Decisión   |
| ------------------ | ------- | ----------------------------------- | ------------- | ---------- |
| Manuel Delgado     | 28 años | Entrenador personal y nutricionista | 1 año y medio | Falso amor |
| Aída Vila          | 28 años | Biotecnóloga e Influencer           | 1 año y medio | Falso amor |
| Javier Ramón       | 27 años | Entrenador Personal                 | 9 años        | Amor real  |
| Paula Di Martino   | 25 años | Abogada                             | 9 años        | Falso amor |
| Ángel Santiago     | 27 años | Entrenador personal y nutricionista | 5 años        | Amor real  |
| Gabriela Fernández | 29 años | Economista                          | 5 años        | Falso amor |
| Rubén Correia      | 29 años | Entrenador personal                 | 8 meses       | Amor real  |
| Isabel Bermejo     | 35 años | Emprendedora                        | 8 meses       | Amor real  |
| Alejandro Calvo    | 26 años | Creador de contenido digital        | 5 años        | Amor real  |
| Ramón Pit          | 25 años | Modelo e influencer                 | 5 años        | Amor real  |